# انتخابات الرئاسة التشيلية 1927
انتخابات الرئاسة التشيلية 1927 هي الانتخابات الرئاسية التي جرت في 1927، في تشيلي، فاز بالانتخابات كارلوس إيبانيز ديل كامبو.